# Schwedische Regierung in Pommern
Die Schwedische Regierung in Pommern war die oberste Verwaltungsbehörde Schwedisch-Pommerns. Bereits während des Dreißigjährigen Krieges provisorisch eingerichtet, bestand sie durch den Westfälischen Frieden legitimiert von 1648 bis 1815. Regierungssitz war zunächst Stettin, ab 1713 Stralsund.

## Geschichte
Während schwedische Truppen im Dreißigjährigen Krieg das Herzogtum Pommern besetzt hatten, starb mit Bogislaw XIV. 1637 das regierende Herrschergeschlecht der Greifen aus. Gemäß der Regimentsverfassung von 1634 regierten die „fürstlich pommerischen hinterlassenen Räte“ das Land. Diese Interimsregierung musste jedoch im Konflikt zwischen Schweden und dem Kurfürstentum Brandenburg als politisch handlungsunfähig 1638 zurücktreten. Darauf übernahm Schweden die Verwaltung des Landes. Der Feldmarschall Johan Banér wurde zum Generalgouverneur ernannt. Ihm unterstanden Axel Lillie als Gouverneur für Vorpommern und Johan Lilliehöök für Hinterpommern. Zur Seite standen dem Generalgouverneur Assistenzräte und den Gouverneuren jeweils Staatsräte.
Die nicht an der Regierung beteiligten Landstände Pommerns lehnten am 12. November 1640 auf einem gemeinsamen Landtag in Stettin die schwedischen Vorschläge ab. Die Stockholmer Regierung erließ darauf eine Regimentsform, in der die Form der Regierung festgeschrieben wurde. In Stettin und Wolgast wurden Hofgerichte und Konsistorien eingerichtet. Das Kontributionswesen wurde neu organisiert und dazu das Land in Distrikte eingeteilt. In den Häfen wurden Seezölle, die Licenten erhoben. Die herzoglichen Ämter wurden direkt der schwedischen Regierung unterstellt. Gegen den durch Johan Axelsson Oxenstierna, Alexander Erskein und Johan Lillieström forcierten weiteren Ausbau der schwedischen Regierung in Pommern legten die Stände Widerspruch ein. Der Einfluss der Stände wurde jedoch noch weiter beschnitten, Landtage durften sie nur mit Genehmigung des Generalgouverneurs abhalten.
Mit dem Westfälischen Frieden wurde das Herzogtum Pommern zwischen Brandenburg und Schweden aufgeteilt und damit die schwedische Regierung in Pommern legitimiert. Die Stände führten langwierige Verhandlungen mit der schwedischen Regierung um ihre in herzoglicher Zeit garantierten Rechte und Privilegien wieder zu erlangen. Mit der Regimentsform von 1663, die im Wesentlichen auf der Regimentsverfassung von 1634 beruhte, gelang es ihnen schließlich, einen großen Teil ihrer Forderungen durchzusetzen. Da der größte Teil Hinterpommerns an Brandenburg gekommen war, wurden die Wolgaster und Stettiner Staatsräte zu einer Regierung in Stettin zusammengelegt. Während des Großen Nordischen Krieges wurde der Regierungssitz 1713 nach Stralsund verlegt.
Der schwedische König Gustav IV. Adolf löste 1806 die pommersche Regierung auf. Nach der Eroberung Schwedisch-Pommerns durch napoleonische Truppen 1807 installierten diese eine Provisorische Exekutiv- und Administrativ-Commission als Regierung. 1810 wurde die schwedische Regierung wieder errichtet. Mit dem Übergang Schwedisch-Pommerns an Preußen endete die Tätigkeit der schwedischen Regierung in Stralsund. Ein Teil der Beamten wurde in den preußischen Staatsdienst im neugebildeten Regierungsbezirk Stralsund übernommen.

## Zusammensetzung und Zuständigkeit
Landesherr war der schwedische König, den der Generalgouverneur als Statthalter vertrat. Dieser musste schwedischer Reichsrat sein und war zugleich militärischer Oberbefehlshaber, Chef der Zivilverwaltung und Kanzler der Universität Greifswald. Sein Stellvertreter war der Präsident des Hofgerichts. Der schwedische König behielt sich das Recht vor, statt des Hofgerichtspräsidenten einen Vizegouverneur einzusetzen. Zur Regierung gehörten weiterhin der Kanzler und zwei Regierungsräte. In wichtigen Angelegenheiten mussten die Landräte als Vertreter der Stände zur Beratung hinzugezogen werden. Für die Regierung arbeiteten zudem ein Lehnssekretär, zwei Sekretäre, ein Archivar und ein Registrator sowie Kopisten und Kanzlisten.
Der Schlosshauptmann war für die Kammer- und Domänenangelegenheiten zuständig. Sein Amt wurde 1684 aufgehoben, die Aufsicht über die Domänen und Schlösser einem der Regierungsräte übertragen. Die neu eingerichtete Kammer übernahm die Finanzverwaltung als landesherrliche Behörde. Sie wurde durch den Generalgouverneur und einen Staatskommissar geleitet, der später als Oberkämmerer bezeichnet wurde. Die Kammer war unmittelbar dem schwedischen Reichskammerkollegium und dem Staatskontor unterstellt. Daher wurden hier die Rechnungsbücher in schwedischer Sprache geführt, während sonst deutsch als Amtssprache üblich war.
Aufgabe der schwedischen Regierung war die Durchsetzung der Beschlüsse des Königs, des schwedischen Reichstages und der Landtage. Der schwedische König behielt sich die unter anderem die auswärtigen Angelegenheiten, Erteilung von Privilegien, Befreiungen von Gesetzen und Anordnungen, Begnadigungen und die Ernennung von Beamten vor. Die Regierung hatte die Aufsicht über Kirche, Schulwesen und Justiz. Zur Erhaltung der öffentlichen Ordnung übte sie die Polizeigewalt aus. Weiterhin gehörte die Regulierung von Münzen, Maßen und Gewichten zu ihren Aufgaben. Außerdem musste sie die in Schwedisch-Pommern stationierten Militärverbände versorgen.